# فیرت سوچه
فیرت سوچه (انگلیسی: Fırat Suçsuz؛ زادهٔ ۲۷ ژوئن ۱۹۹۶) بازیکن فوتبال اهل آلمان است.
از باشگاه‌هایی که در آن بازی کرده‌است می‌توان به باشگاه فوتبال لایپزیگ اشاره کرد.
وی همچنین در تیم‌های ملی فوتبال Turkey national under-17 football team و جوانان ترکیه بازی کرده‌است.